# Karin Hausen
Karin Hausen (ur. 18 marca 1938 w Hamburgu) – niemiecka historyczka, jedna z pionierek historii kobiet i gender studies.

## Biografia
Karin Hausen studiowała historię, germanistykę i socjologię na uniwersytetach w Berlinie, Marburgu, Münsterze, Paryżu i Tybindze. W 1969 w na Wolnym Uniwersytecie Berlińskim obroniła doktorat (promotorem był Gerhard Ritter). W latach 1978–1995 była profesorem  historii gospodarczej i społecznej na Uniwersytecie Technicznym w Berlinie.  W 1995 założyła tam Zentrum für Interdisziplinäre Frauen- und Geschlechterforschung (ZIFG), którym kierowała do przejścia na emeryturę (2003) jako profesor interdyscyplinarnych badań nad kobietami i płcią kulturową . 
W 1990 wraz z Giselą Bock i Heide Wunder założyła grupę badawczą Arbeitskreis Historische Frauen- und Geschlechterforschung (AKHFG). W 1992 utworzyły razem serię wydawniczą "Geschichte und Geschlechter" (wyd. Campus-Verlag). W latach 1990–2003 była współredaktorką Jahrbuch für Wirtschaftsgeschichte, a w latach 1995-2012 współredaktorką L’Homme. Europäische Zeitschrift für Feministische Geschichtswissenschaft. Zasiada także w radzie naukowej czasopisma "Feministische Studien" .

## Dzieła
Hausen jest jedną z pionierek historii kobiet i gender w obszarze niemieckojęzycznym. Jej prace obejmują również historię kolonialną i historię techniki .

### Monografie
- 2012 Geschlechtergeschichte als Gesellschaftsgeschichte;
- 1970 Deutsche Kolonialherrschaft in Afrika. Wirtschaftsinteressen und Kolonialverwaltung in Kamerun vor 1914

### Redakcje
- 1975 (wraz z Reinhardem Rürupem)  Moderne Technikgeschichte
- 1979 (wraz z Heinzem-Gerhardem Hauptem) Die Pariser Kommune von 1871. Erfolg und Scheitern einer Revolution;
- 1983 Frauen suchen ihre Geschichte;
- 1986 (wraz z Helgą Nowotny) Wie männlich ist die Wissenschaft?;
- 1992 (wraz z Heide Wunderem) Frauengeschichte – Geschlechtergeschichte;
- 1993 (wraz z Gertraude Krell) Frauenerwerbsarbeit. Forschungen zur Geschichte und Gegenwart;
- 1993 Geschlechterhierarchie und Arbeitsteilung. Zur Geschichte ungleicher Erwerbschancen.